# DSA Motorkocsi 1–5
A Duna–Száva–Adria Vasút (DSA vagy DSzAV) Motorkocsi 1–5 pályaszámú, később MÁV Bmot 415—417 és 432—433 pályaszámú A 1 tengelyelrendezésű dízel-mechanikus könnyű motorkocsi volt. A Ganz és Társa gyártotta Budapesten 1926. és 1931. között.

## Története
A DSA-nál az 1925-ben és 1926-ban beszerzett három sínautóbusz üzemeltetése minden várakozást fölülmúlóan sikeres volt, így a vasút vezetése a Ganz gyárral tárgyalásokat kezdett dízelmotorkocsik beszerzéséről. 1927-ben a tárgyalások három motor- és egy motor mellékkocsi megrendelését eredményezték. A motorkocsik 1928 májusára elkészültek és azokat a DSA Motorkocsi 1–3 pályaszámokkal látta el. A kocsikba a Ganz erőforrásként a gyár VI Jk 130 típusú Ganz-Jendrassik dízelmotorját építette be. A motorkocsikat június hónapban sikeres futópróba után Nagykanizsára állomásították és a hónap végén menetrendszerű forgalomba állították. Az új járművek kezdetben a Nagykanizsa–Zalaegerszeg, Nagykanizsa–Gyékényes és –Barcs viszonylatban jártak, majd az 1928–1929-es téli menetrendben – az eredeti terveknek megfelelően - a Budapest Déli–Balatonfüred vonalon teljesítettek szolgálatot gyorsmotorkocsi üzemben. A kocsik a későbbiekben több vonalon is megfordultak. A kedvező üzemi tapasztalatok hatására 1930-ban a DSA újabb 2 db motorkocsit rendelt a Ganz gyártól a korábbiakkal megegyező kivitelben. Az új kocsikat a gyár 1931-ben szállította. Ezekbe a járművekbe azonban már nem a korábbiakban  alkalmazott, hanem a sorozatgyártásra alkalmas új, erősebb VI JmR 150/185 típusú dízelmotort építették be. (1932-ben főjavításon az előző sorozat motorjait is ilyenekre cserélték.) A DSA két újabb motorkocsinak a Motorkocsi 4 és 5 pályaszámokat adta. 1932-ben a DSA-t államosították, vonalait és járműparkját a MÁV vette át. A motorkocsik közül az 1925–1926-ban gyártottak a Bmot 415-417, a későbbi kettő pedig a Bmot 432-433 pályaszámokat kapták, ám az aranysárga DSA jelzés még évekig olvasható volt rajtuk.
1937-ben a MÁV vezetése a Balatonalmádi Fürdő és Építő Rt. MÁV Igazgatósághoz benyújtott kifogása után – mely szerint „az 1935-ben a Győr-Balaton-i vonalon közlekedtetett 2.o. motorkocsi ülései fapadosak” az öt motorkocsi faléc üléseit a MÁV Dunakeszi főműhelyében laticellel párnázott ülésekre cseréltette.

## Felépítése
A motorkocsik erőforrása a Ganz gyár VI Jk 130 típusú, 72 LE teljesítményű Ganz–Jendrassik dízelmotorja volt (a típusjelben a VI a hengerszámot, a 130 a hengerfurat mm-ben mért átmérőjét jelenti. Ez a jelölési rendszer a gyárnál a későbbiekben is megmaradt). A MÁV kéttengelyes benzinmotorkocsijaival megegyező négyfokozatú sebességváltó a motorral közös kereten az alváz alá volt függesztve. Az irányváltóval egybeépített tengelyhajtás a hajtótengely síkjába került.
A motorkocsi mindkét végén vezérállás került kialakításra a motorkocsi vezetéséhez. Az utastérben 43 átbillenthető háttámlájú ülést helyeztek el, így az utasok mindig a menetiránnyal szemben foglaltak helyet. A kocsik peronjait üvegablakos válaszfalak választották el az utastértől.
A motor hűtője a kocsi két végén került elhelyezésre jellegzetes külsőt kölcsönözve a motorkocsiknak. Innen ragadt rájuk a „disznóorrú” jelző. A motorkocsik futóműve a vasúti előírások szerint szabadon beálló volt. A tapasztalatok szerint ez a motorkocsi 60 km/h sebességnél „nyugtalan”, 75 km/h-nál pedig „tűrhetetlen”  futását eredményezte. Miután kísérletképpen a tengelyek szabad játékát megszüntették a kocsik futása nyugodttá vált. Habár ez ellenkezett a vasúti előírásokkal, az eredmény mégis a módszer jogosságát igazolta.
A DSA első motorkocsijaival a Ganz-Jendrassik motor elindult a világhír felé, egyben megbecsülést szerezve a magyar mérnököknek, munkásoknak és iparnak.

## Sorsuk amásodik világháborúalatt és után
A MÁV 1944 januári állaglistája szerint az öt motorkocsi Székesfehérvárhoz tartozott. Az 1945 június 7-i felmérés szerint a Bmot 415 és 417 Győrben, a 416 Dombóváron volt. A többi volt DSA motorkocsiról nem történik említés.
A Bmot 433 a háború alatt kiégett, majd a Csehszlovák Államvasutak helyreállította és szakszolgálati kocsiként használta.
A kocsik további sorsa alig ismert. Egy 1947-es fűtőházi jelentés szerint a négy motorkocsi közül csak egy, feltehetőleg a Bmot 416 számú üzemel, a másik három javíthatatlanul félreállított. 1950-ben a Bmot 415-417 és 432 a Keleti pályaudvarhoz tartoztak. Egy 1952-es irat szerint felújításra vártak. A felújítás helyett azonban 1955-ben és 1956-ban mellékkocsikká építették át őket.